# Василије Новичић
Василије Новичић (Косовска Митровица, 7. мај 2008) српски је фудбалер који тренутно наступа за ИМТ.

## Каријера
Родом из Лепосавића, Новичић је фудбал почео да тренира у локалном Космету. Наступао је за Оле у кадетској селекцији после чега је прешао у ИМТ. С клубом је почетком октобра 2024. године потписао свој први професионални уговор и тиме је постао најмлађи фудбалер клуба у том статусу. Одмах након тога је као шеснаестогодишњак дебитовао за први тим, нашавши се у стартној постави 11. кола Суперлиге Србије против Црвене звезде. Током такмичарске 2024/25. усталио се у сениорском саставу тог клуба, забележивши укупно 25 наступа у оба такмичења под окриљем Фудбалског савеза Србије. Свој први погодак у професионалној каријери постигао је на затварању сезоне, реализацијом једанаестерца у победи од 2 : 1 над екипом крушевачког Напретка.

## Репрезентација
Био је у саставу кадетске селекције Србије под вођством Радослава Батака током квалификационог циклуса утакмица за Европско првенство 2025. Међутим, после друге фазе квалификација, Србија је завршила учешће без пласмана на завршни турнир. Крајем маја те године добио је позив Гордана Петрића у млађу омладинску репрезентацију, за коју је дебитовао наредног месеца на пријатељском сусрету са Шведском.

## Начин игре
Новичић наступа на позицији задњег везног, а одликују га техника и преглед игре. Према анализи коју је објавио Међународни цетар за спортске студије крајем јуна 2025, Новичић се позиционирао као девети по броју одузетих лопти међу везним играчима у узрасту до 20 година, а ван пет најбоље пласираних лигашких такмичења.

## Статистика

### Клупска
Ажурирано 21. јула 2025.
|     |          |                  |    |   |   |   |   |   |   |   |    |   |  |  |
| ИМТ | 2024/25. | Суперлига Србије | 23 | 1 | 2 | 0 | — | — | — | — | 25 | 1 |  |  |
| ИМТ | 2025/26. | Суперлига Србије | 1  | 0 | 0 | 0 | — | — | — | — | 1  | 0 |  |  |
| ИМТ | Укупно   | Укупно           | 24 | 1 | 2 | 0 | — | — | — | — | 24 | 1 |  |  |
|     |          |                  |    |   |   |   |   |   |   |   |    |   |  |  |

### Утакмице у дресу репрезентације
| Репрезентација Србије у узрасту до 17 година старости | Репрезентација Србије у узрасту до 17 година старости                    | Репрезентација Србије у узрасту до 17 година старости                    | Репрезентација Србије у узрасту до 17 година старости                    | Репрезентација Србије у узрасту до 17 година старости                    | Репрезентација Србије у узрасту до 17 година старости                    | Репрезентација Србије у узрасту до 17 година старости                    | Репрезентација Србије у узрасту до 17 година старости | Репрезентација Србије у узрасту до 17 година старости | Репрезентација Србије у узрасту до 17 година старости |
| #                                                     | Датум                                                                    | Такмичење                                                                | Локација                                                                 | Домаћин                                                                  | Резултат                                                                 | Гост                                                                     | Гол                                                   | Реф.                                                  |                                                       |
| ----------------------------------------------------- | ------------------------------------------------------------------------ | ------------------------------------------------------------------------ | ------------------------------------------------------------------------ | ------------------------------------------------------------------------ | ------------------------------------------------------------------------ | ------------------------------------------------------------------------ | ----------------------------------------------------- | ----------------------------------------------------- | ----------------------------------------------------- |
| 1.                                                    | 1. новембар 2024.                                                        | Квалификације за Европско првенство                                      | Кућа фудбала, Стара Пазова                                               | Бугарска                                                                 | 0 : 2                                                                    | Србија                                                                   |                                                       | [ 16 ]                                                |                                                       |
| 2.                                                    | 7. новембар 2024.                                                        | Квалификације за Европско првенство                                      | Кућа фудбала, Стара Пазова                                               | Србија                                                                   | 1 : 1                                                                    | Турска                                                                   |                                                       | [ 17 ]                                                |                                                       |
| 3.                                                    | 6. март 2025.                                                            | Пријатељска утакмица                                                     | Кућа фудбала, Стара Пазова                                               | Србија                                                                   | 4 : 2                                                                    | Словенија                                                                |                                                       | [ 18 ]                                                |                                                       |
| 4.                                                    | 19. март 2025.                                                           | Квалификације за Европско првенство                                      | Гимараис                                                                 | Холандија                                                                | 0 : 1                                                                    | Србија                                                                   |                                                       | [ 19 ]                                                |                                                       |
| 5.                                                    | 22. март 2025.                                                           | Квалификације за Европско првенство                                      | Тренинг центар, Барселос                                                 | Србија                                                                   | 1 : 1                                                                    | Мађарска                                                                 |                                                       | [ 20 ]                                                |                                                       |
| 6.                                                    | 25. март 2025.                                                           | Квалификације за Европско првенство                                      | Барселос                                                                 | Србија                                                                   | 1 : 3                                                                    | Португалија                                                              |                                                       | [ 10 ]                                                |                                                       |
| 6                                                     | Укупан број утакмица, постигнутих погодака и минута проведених на терену | Укупан број утакмица, постигнутих погодака и минута проведених на терену | Укупан број утакмица, постигнутих погодака и минута проведених на терену | Укупан број утакмица, постигнутих погодака и минута проведених на терену | Укупан број утакмица, постигнутих погодака и минута проведених на терену | Укупан број утакмица, постигнутих погодака и минута проведених на терену |                                                       |                                                       |                                                       |

| Репрезентација Србије у узрасту до 18 година старости | Репрезентација Србије у узрасту до 18 година старости | Репрезентација Србије у узрасту до 18 година старости | Репрезентација Србије у узрасту до 18 година старости | Репрезентација Србије у узрасту до 18 година старости | Репрезентација Србије у узрасту до 18 година старости | Репрезентација Србије у узрасту до 18 година старости | Репрезентација Србије у узрасту до 18 година старости | Репрезентација Србије у узрасту до 18 година старости | Репрезентација Србије у узрасту до 18 година старости |
| #                                                     | Датум                                                 | Такмичење                                             | Локација                                              | Домаћин                                               | Резултат                                              | Гост                                                  | Гол                                                   | Реф.                                                  |                                                       |
| ----------------------------------------------------- | ----------------------------------------------------- | ----------------------------------------------------- | ----------------------------------------------------- | ----------------------------------------------------- | ----------------------------------------------------- | ----------------------------------------------------- | ----------------------------------------------------- | ----------------------------------------------------- | ----------------------------------------------------- |
| 1.                                                    | 6. јун 2025.                                          | Пријатељска утакмица                                  |                                                       | Шведска                                               | 2 : 1                                                 | Србија                                                |                                                       | [ 12 ]                                                |                                                       |
| 1                                                     | Укупан број утакмица и постигнутих погодака           | Укупан број утакмица и постигнутих погодака           | Укупан број утакмица и постигнутих погодака           | Укупан број утакмица и постигнутих погодака           | Укупан број утакмица и постигнутих погодака           | Укупан број утакмица и постигнутих погодака           |                                                       |                                                       |                                                       |